# Matthias Steinhart
Matthias Steinhart (* 17. April 1966 in Freiburg im Breisgau) ist ein deutscher Klassischer Archäologe.

## Leben und Wirken
Matthias Steinhart studierte nach dem Besuch des humanistischen Scheffel-Gymnasiums in Lahr von 1985 bis 1994 – seit 1988 als Stipendiat der Studienstiftung des deutschen Volkes –  an der Universität Bonn und der Universität Würzburg Klassische Archäologie, Griechische Philologie und Alte Geschichte. 1990 erhielt er den Magister, seine Promotion mit der Dissertation „Das Motiv des Auges in der griechischen Bildkunst“ erfolgte 1994 bei Erika Simon.
Von Mitte 1998 bis Mitte 2000 war Steinhart wissenschaftlicher Angestellter am Seminar für Alte Geschichte der Universität Freiburg für das Forschungsprojekt „Antiken von Ithaka – ein imaginäres Museum“ von Hans-Joachim Gehrke und Eckhard Wirbelauer. Daran schlossen sich zwei weitere Jahre als wissenschaftlicher Angestellter am selben Institut, nun als Mitarbeiter des Teilprojektes B 1 „Römisch-imperiale und regionale Identitäten und ihr Wechselspiel im östlichen Imperium Romanum“ des Sonderforschungsbereiches 541 „Identitäten und Alteritäten. Die Funktion von Alterität für die Konstitution und Konstruktion von Identität“ der DFG an. Steinhart befasste sich hier mit dem Thema „Pausanias und die kulturelle Identität Griechenlands in römischer Zeit“. Während dieser Zeit erfolgte 2001 die Habilitation an der Universität Freiburg. Von 2002 bis 2005 war Steinhart wissenschaftlicher Assistent, 2005/06 Akademischer Rat und seit 2006 Privatdozent am Archäologischen Institut der Universität Freiburg.
Seit dem 1. Januar 2008 war Steinhart Konservator an den Staatlichen Antikensammlungen und Glyptothek München. Am 26. August 2008 erfolgte seine Umhabilitation an die Universität München. Seit dem 1. Dezember 2011 ist er Inhaber des Lehrstuhls für Klassische Archäologie an der Universität Würzburg. Außerdem war er bis September 2014 Leiter der Antikenabteilung des universitätseigenen Martin von Wagner Museums. 2014 wurde er in die Bayerische Akademie der Wissenschaften gewählt. Seit 2015 ist er Leiter der Archäologie in der Sektion Altertumswissenschaft der Görres-Gesellschaft.

## Schriften (Auswahl: Monographien)
- Das Motiv des Auges in der griechischen Bildkunst. Verlag Philipp von Zabern, Mainz 1995, ISBN 3-8053-1792-1 (= Dissertation).
- Töpferkunst und Meisterzeichnung. Attische Wein- und Ölgefäße aus der Sammlung Zimmermann. Verlag Philipp von Zabern, Mainz 1996, ISBN 3-8053-1896-0.
- mit Friedhelm Hoffmann: Tiere vom Nil (= Ägyptische Terrakotten in Würzburg (Schenkung Gütte). Heft 1). Reichert, Wiesbaden 2001, ISBN 3-89500-225-9.
- mit Eckhard Wirbelauer: Aus der Heimat des Odysseus. Reisende, Grabungen und Funde auf Ithaka und Kephallenia bis zum ausgehenden 19. Jahrhundert (= Kulturgeschichte der Antiken Welt. Band 87). Verlag Philipp von Zabern, Mainz 2002, ISBN 3-8053-2835-4.
- Die Kunst der Nachahmung. Darstellungen mimetischer Vorführungen in der griechischen Bildkunst archaischer und klassischer Zeit. Philipp von Zabern, Mainz 2004, ISBN 3-8053-3338-2 (= Habilitationsschrift).
- Bilder der virtus. Tafelsilber der Kaiserzeit und die großen Vorbilder Roms: Die Lanx von Stráže (= Collegium Beatus Rhenanus. Band 2). Steiner, Stuttgart 2009, ISBN 978-3-515-09631-7.
- Im Wettstreit mit Apelles. Archäologische Bemerkungen zur Konzeption von Giorgiones Tempesta (= Bayerische Akademie der Wissenschaften, Sitzungsberichte, Philosophisch-historische Klasse. Neue Folge 2/2015). München 2015, ISBN 978-3-7696-1670-5.
- mit Friedhelm Hoffmann: Götter I. Ägyptische und griechische Gottheiten (= Ägyptische Terrakotten in Würzburg (Schenkung Gütte). Heft 2). Reichert, Wiesbaden 2016, ISBN 978-3-95490-207-1.
- Die Göttin und das Weihrelief. Über Glaubenswirklichkeit und Bildersprache im frühklassischen Athen (= Bayerische Akademie der Wissenschaften. Sitzungsberichte 2017/3). München 2017 (Digitalisat).
- Griechische Inschriften als Zeugnisse der Kulturgeschichte.  De Gruyter, Berlin/Boston 2017, ISBN 978-3-11-055324-6.
- Ein Spottbild auf Kimon. Zu den Anfängen der politischen Karikatur in der griechischen Antike (= Bayerische Akademie der Wissenschaften, Sitzungsberichte 2019/1). München 2019, ISBN 978-3-7696-1679-8.
- Die Verlebendigung der Welt. Geographische weibliche Personifikationen bei Claudian: Kulturgeschichte, Poetik und Politik in der Spätantike (= Paradeigmata. Band 78). Rombach, Baden-Baden 2024, ISBN 978-3-98858-081-8.
- Gestaltete Vergangenheit. Goethes Erleben griechischer und römischer Kunst (= Metamorphoses. Interdisziplinäre Studien zu Wirkung und Rezeption antiker Kultur. Band 3). Ergon, Baden-Baden 2024, ISBN 978-3-98740-147-3.